# Хорхе Сампаоли
Хорхе Сампаоли (на испански: Jorge Sampaoli), роден на 13 март 1960 година, е аржентински футболен треньор.

## Кариера

### Кариера като футболист
Като младеж Сампаоли е играл на позицията на дефанзивен полузащитник. Първоначално тренира в родния си град, преди да се присъедини към Нюелс Олд Бойс. Приключва кариерата си на 19-годишна възраст поради контузия на големия и малкия пищял.

### Кариера като треньор
На 1 януари 2011 г. е назначен за треньор на Универсидад де Чиле. Остава на поста до декември 2012 г., тъй като е избан за национален селекционер на Чили. За периода, през който води отбора, печели три трофея и Копа Судамерикана през 2011 г.
На 3 декември 2012 г. е обявен за треньор на националния отбор на Чили. Под неговото ръководство отборът подобрява играта си като цяло, и бива сравняван с играта на отбора, докато треньор е Марсело Биелса. На световното първенство през 2014 г. Чили показва добра игра в груповата фаза, печелейки победи срещу Австралия и тогавашния световен шампион Испания. На 1/8-финалите Чили се изправя срещу домакина Бразилия. В редовното време мачът завършва наравно, и Чили губи след дузпи. През 2015 г. Чили печели за първи път Копа Америка. На 19 януари 2016 г. напуска националния отбор на Чили. На 27 юни 2016 г. подписва 2-годишен договор със Севиля, заменяйки на поста напусналия Унаи Емери. От 2017 г. е треньор на националния отбор на Аржентина.

## Успехи

### Като треньор
Универсидад де Чиле
- Шампион на Чили (2): 2011, 2012
- Копа Судамерикана (1): 2011

 Чили
- Копа Америка (2): 2015, 2016